# Mami Umeki
Mami Umeki (jap. 梅木 真美 Umeki Mami; * 6. Dezember 1994 in Ōita) ist eine japanische Judoka. Sie war 2015 Weltmeisterin, 2017 Weltmeisterschaftszweite und 2021 Weltmeisterschaftsdritte.

## Sportliche Karriere
Mami Umeki kämpft im Halbschwergewicht, der Gewichtsklasse bis 78 Kilogramm. 2011 siegte sie bei den Juniorenweltmeisterschaften in Kapstadt, 2012 wurde sie U20-Asienmeisterin. Bei der Universiade 2013 in Kasan erkämpfte sie eine Bronzemedaille, nachdem sie im Halbfinale gegen die Ungarin Abigél Joó verloren hatte. 2014 bei den Asienspielen in Incheon unterlag sie im Viertelfinale der Nordkoreanerin Sol Kyong, kämpfte sich aber in der Hoffnungsrunde zu einer Bronzemedaille vor. 2015 siegte Umeki im Finale der Asienmeisterschaften in Kuwait gegen Sol Kyong. Bei den Weltmeisterschaften 2015 in Astana bezwang sie im Viertelfinale die Deutsche Luise Malzahn, im Halbfinale die Polin Daria Pogorzelec und im Finale die Slowenin Anamari Velenšek. Bei den Olympischen Spielen 2016 in Rio de Janeiro schied Umeki in ihrem ersten Kampf gegen Abigél Joó aus.
2017 siegte Umeki bei den japanischen Meisterschaften und beim Grand-Slam-Turnier in Jekaterinburg. Bei den Weltmeisterschaften 2017 in Budapest bezwang sie im Viertelfinale die Kubanerin Kaliema Antomarchi und im Halbfinale Marhinde Verkerk aus den Niederlanden. Im Finale verlor sie gegen die Brasilianerin Mayra Aguiar. 2018 belegte sie hinter ihrer Landsfrau Ruika Satō den zweiten Platz beim Grand Slam in Osaka, 2019 gewann sie das Finale in Osaka gegen ihre Landsfrau Shori Hamada. Nach der Kampfpause durch die COVID-19-Pandemie gewann Umeki im März 2021 das Grand-Slam-Turnier in Taschkent. Bei den Weltmeisterschaften 2021 in Budapest bezwang Umeki im Viertelfinale die Deutsche Luise Malzahn und verlor im Halbfinale gegen die zweite Deutsche Anna-Maria Wagner. Den Kampf um Bronze gewann Umeki gegen die Ukrainerin Anastassija Turtschyn.